# Petersburg Census Area
Die Petersburg Census Area war eine Census Area im US-Bundesstaat Alaska auf dem Alaska Panhandle. Sie ging am 1. Juni 2008 aus der Wrangell-Petersburg Census Area hervor, als die Stadt Wrangell zum eigenständigen Borough wurde und existierte bis 2013, als sie zum eigenständigen Borough erklärt wurde.
Im Jahr 2010 betrug die Bevölkerungszahl 3815. Die Census Area gehörte zum Unorganized Borough und hatte somit keinen Verwaltungssitz. Die Census Area hatte eine Fläche von 23.365 km², wovon 15.112 km² auf Land und 8252 km² auf Wasser entfielen. Die größte Stadt der Region war Petersburg.
Teile des Tongass National Forest lagen in der Petersburg Census Area. Im Nordosten grenzte sie an den Regional District of Kitimat-Stikine in der kanadischen Provinz British Columbia.